# Baden (activiteit)

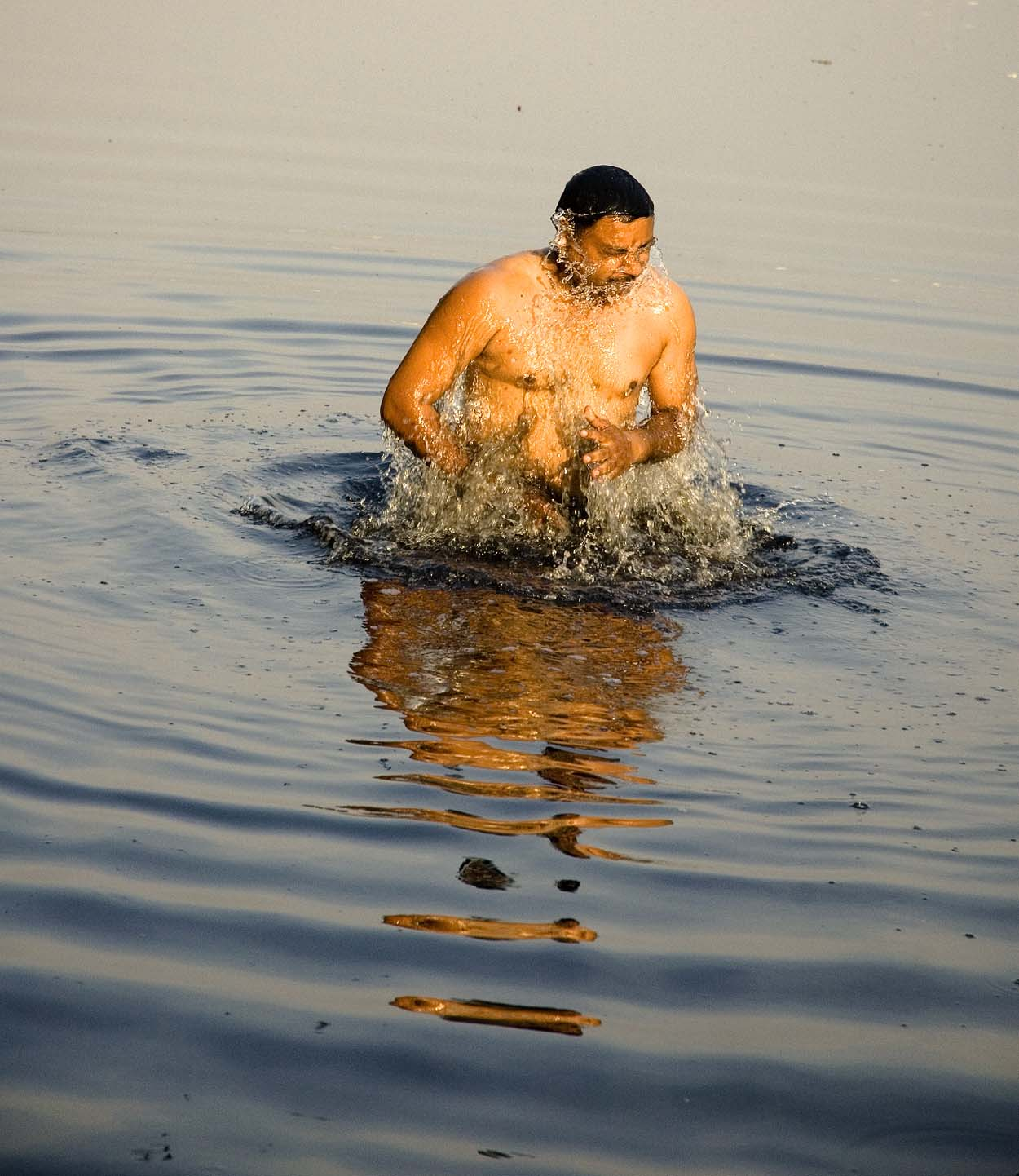
Man neemt een bad in de openlucht

Met baden - “het nemen van een bad” - wordt de activiteit van het reinigen van de huid, vacht of verenkleed bedoeld, hoewel het ook gedaan wordt als verkoeling, ritueel, toegepaste therapie of recreatief genot. Het baden - met als doel het lichaam te reinigen - wordt ook wel “wassen” genoemd. Mensen gebruiken daarbij veelal zeep en voor het hoofdhaar shampoo.
Zowel mensen als dieren nemen van tijd tot tijd een bad. Meestal wordt er bij de activiteit water gebruikt doch ook wel (in combinatie met) zand, modder of scrubzout. Met behulp van warme lucht of stralingswarmte kan er eveneens gebaad worden. Bijvoorbeeld de sauna of een zonnebad.
Mensen willen soms ten behoeve van hun gezondheid of louter het genot ook weleens baden in melk, karnemelk, wei, kruidenmengsels en dergelijke.
Meestal gebeurt het baden met water en kan dan gedaan worden in een badkuip, teil, onder een douche, in open water, een waterval en zo meer.
Er zijn plaatsen en steden beroemd om hun mogelijkheden tot het aanbieden van een bad. Zo bouwden de Romeinen Aquae Sulis in het Engelse plaatsje Bath.

## Toepassingen
Dieren nemen een bad om hun huid, vacht of veren te ontdoen van parasieten of om af te koelen. Mensen wassen zich vanwege persoonlijke hygiëne om ziekten te voorkomen, maar ook om van lichaamsgeuren te ontdoen hetgeen een gevoel van welzijn geeft.
In christelijke religies kent men het baden als doop. Het jodendom maakt gebruik van de mikwe.
Bij balneologie heeft het baden als doel rehabiliterend te werken ten aanzien van een verwonding of verlichting te brengen bij bepaalde lichamelijke beperkingen of ongemakken.

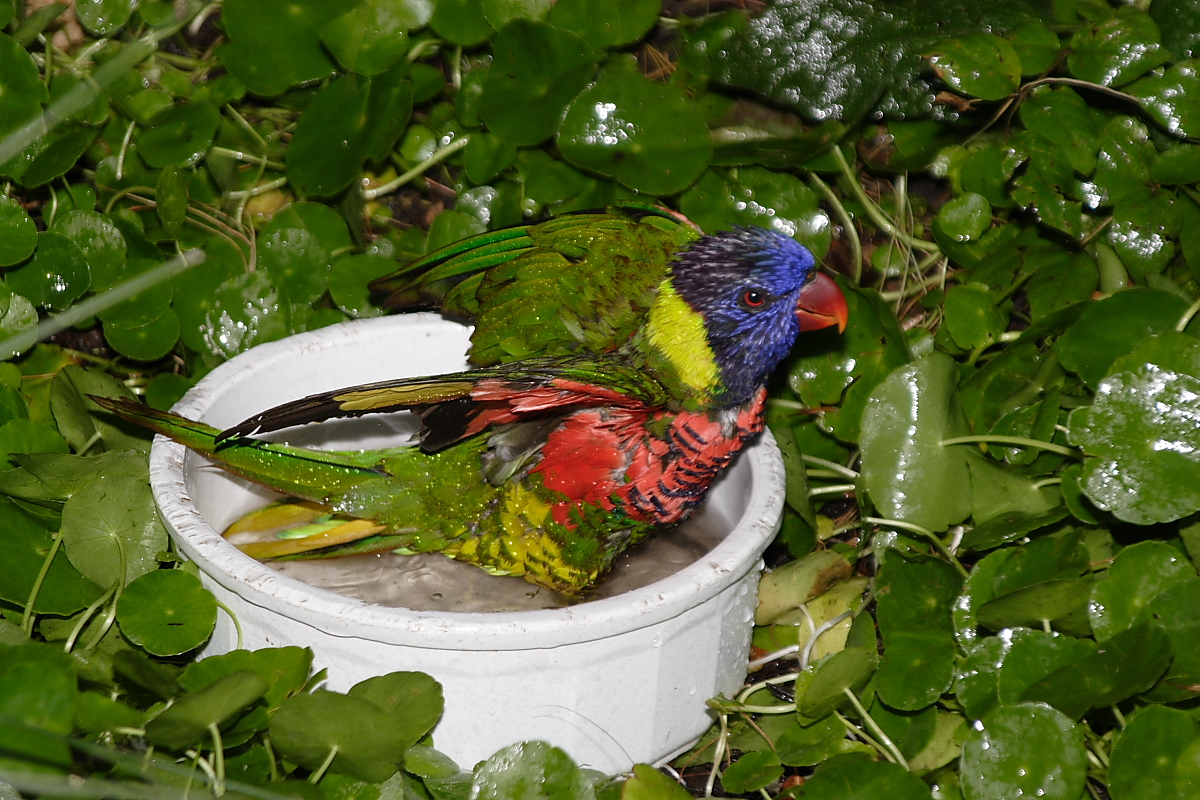
Ook vogels nemen graag een bad.
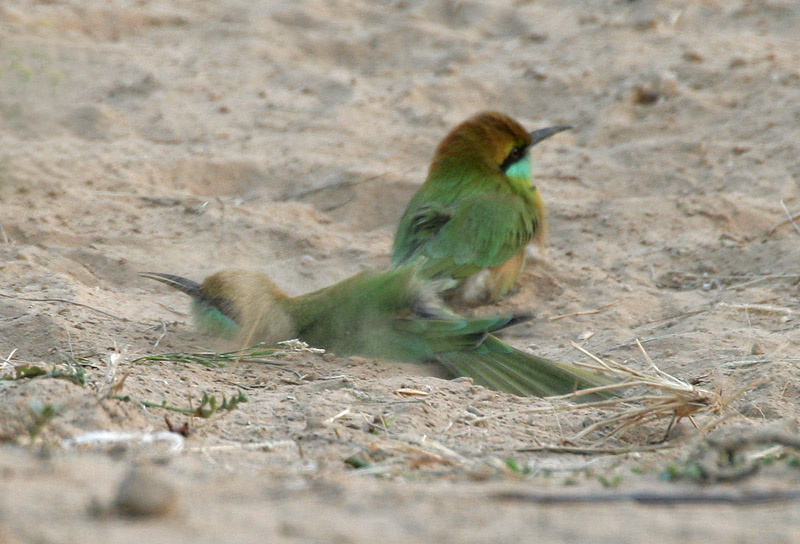
Groene bijeneters nemen een zandbad.
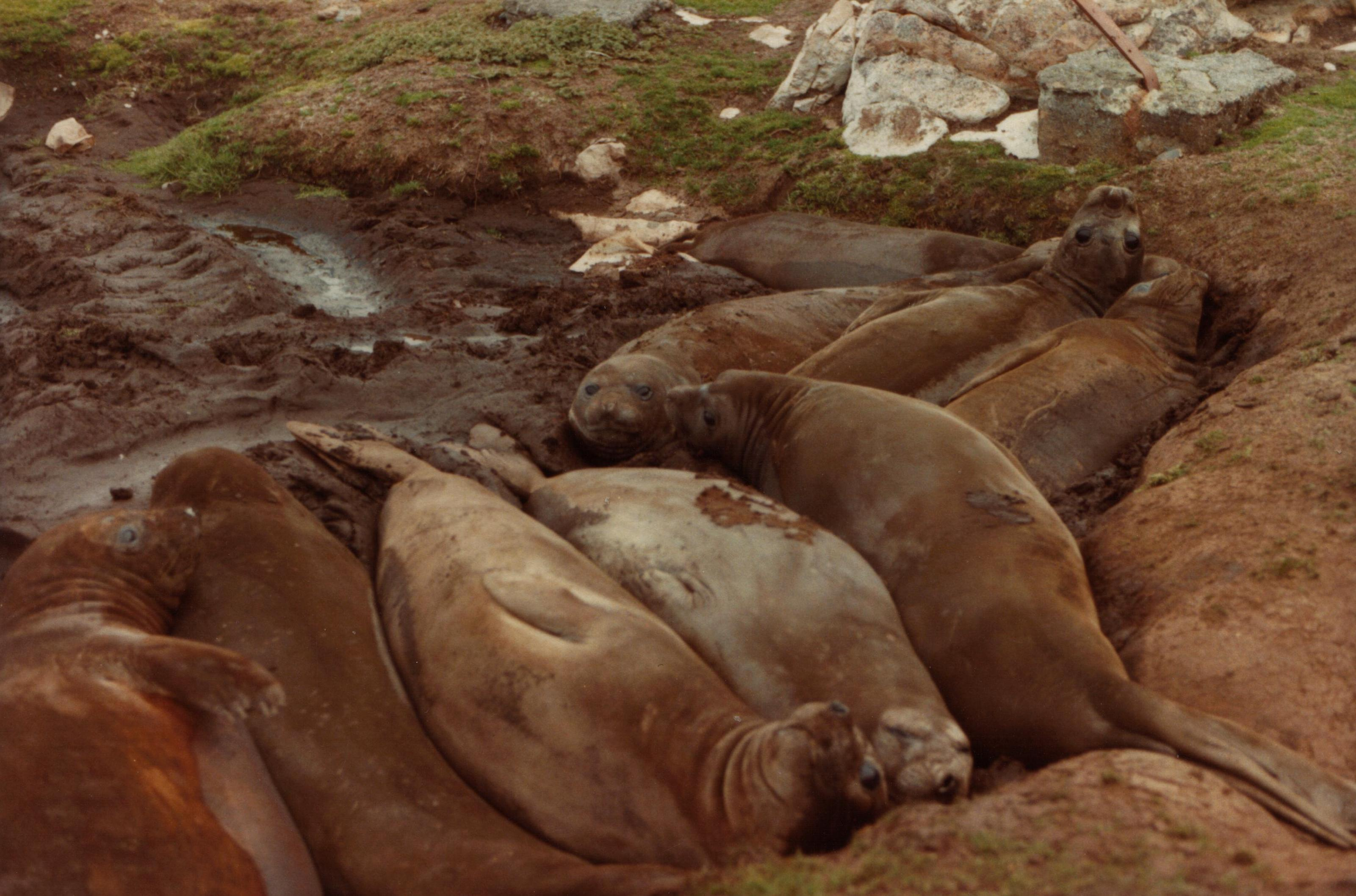
Zeeolifanten in een modderbad.
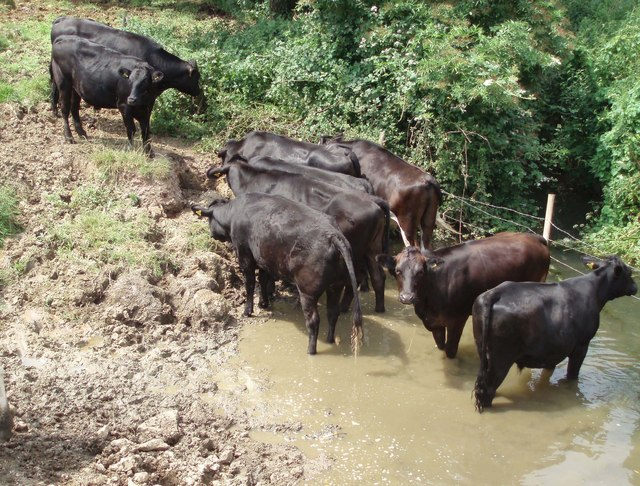
Koeien zoeken verkoeling in het water.

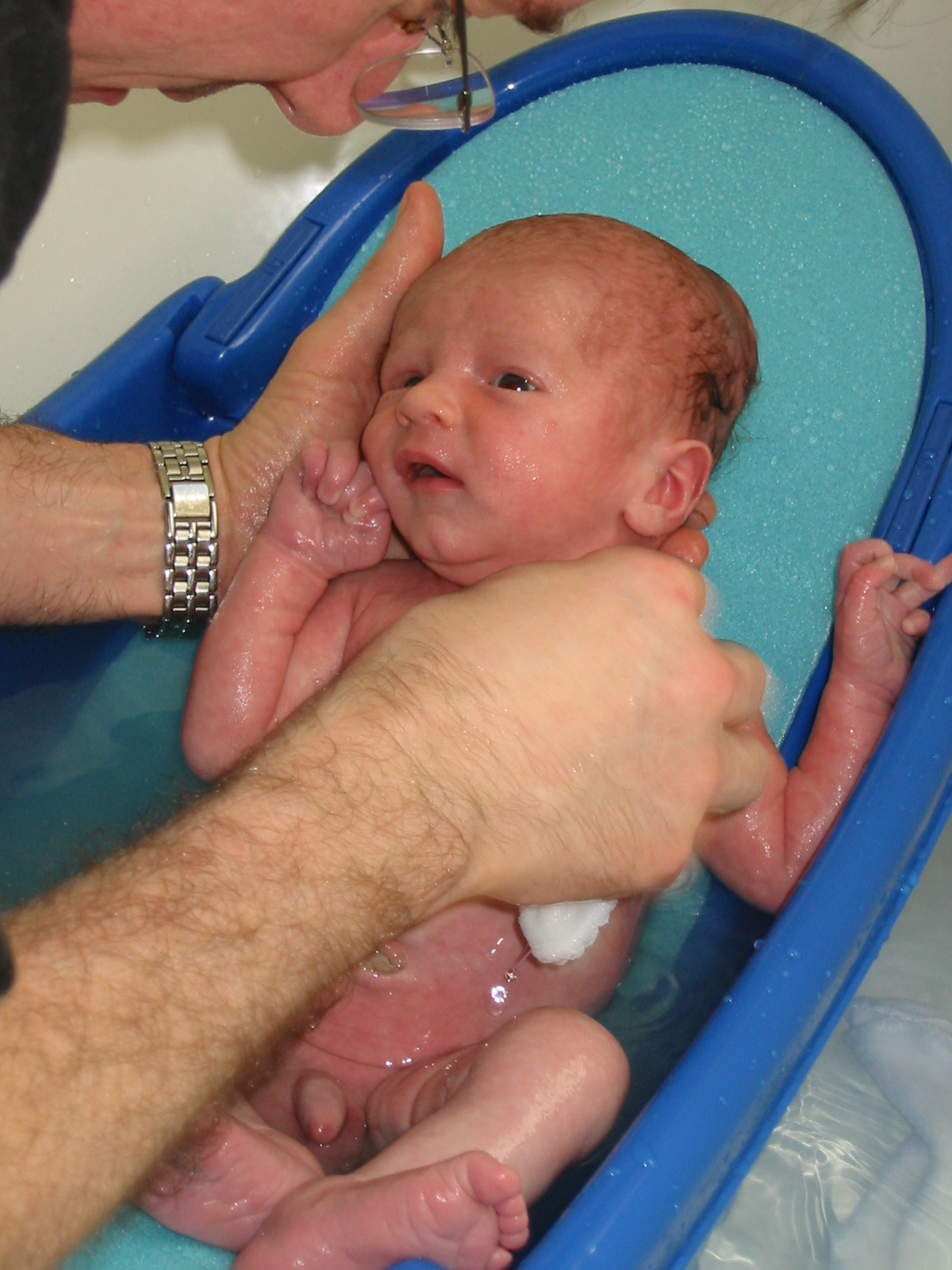
Baby in een babybadje.

## Soorten baden

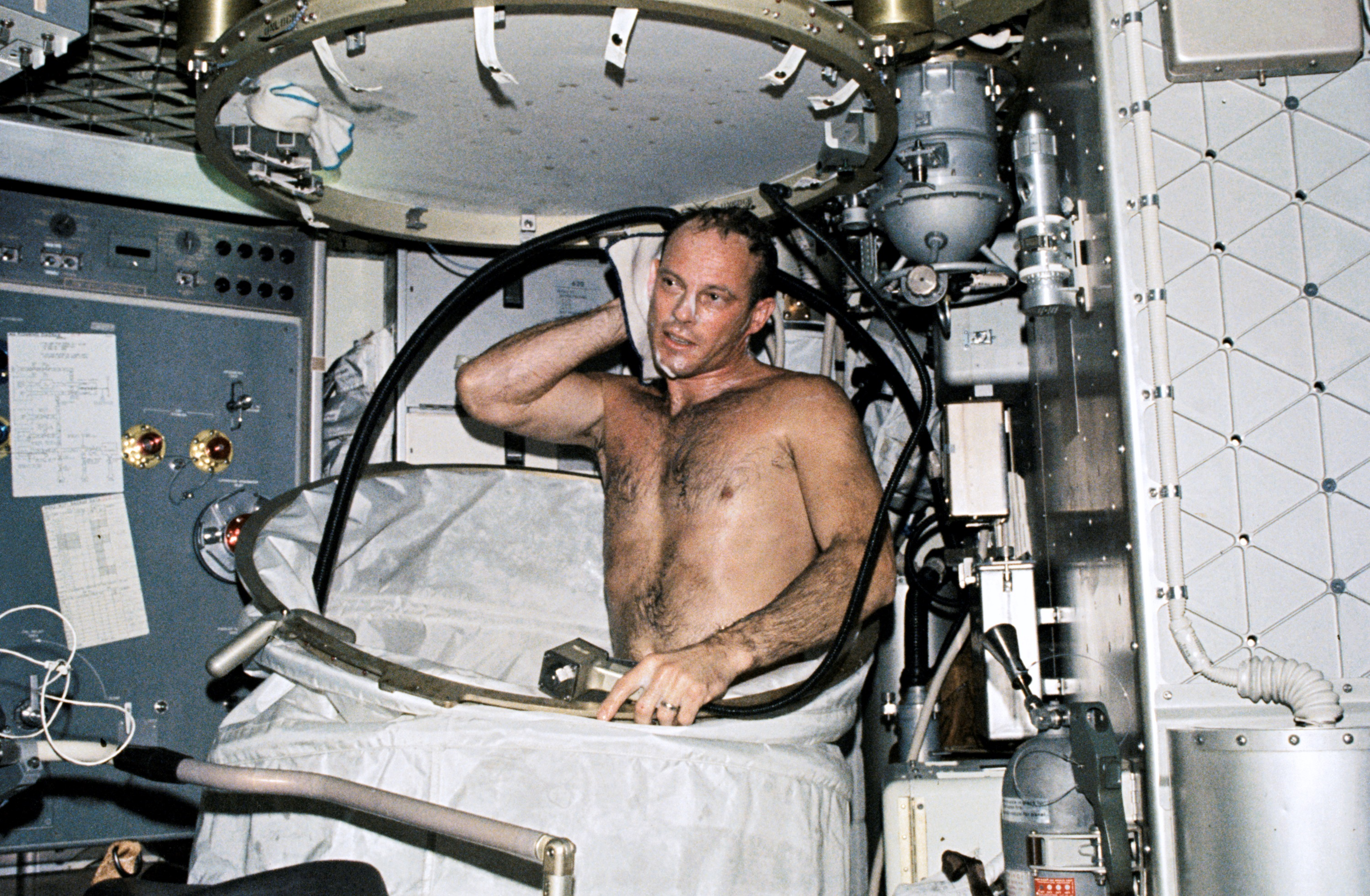
Astronaut Jack R. Lousma in een ruimte-wascabine.

Baby’s worden vaak in een speciaal plastic kinderbadje gewassen. Soms ook wel in een emmer. In vroeger jaren werden kleine kinderen in een teil gewassen. Vanaf de jaren zestig van de twintigste eeuw kwam de douche meer in zwang.
Veel kinderen en volwassen nemen hun bad onder de douche of maken gebruik van een badkuip.
In vooral de westerse wereld wordt het bad als reinigingsritueel thuis genomen. Men kent echter ook openbaren badhuizen.
Zelfs ruimtevaarders nemen een bad.

## Geschiedenis
Door de geschiedenis van de westerse wereld heen zijn er systemen bedacht om water dichter bij de bevolking te brengen.
In het oude Griekenland gebruikte men kleine badkuipen, wasbekkens en voetenbaden ten behoeve van de hygiëne. Er zijn vondsten die dateren uit de 2e eeuw v.Chr. in het paleizencomplex van Knossos op Kreta, en luxueuze albasten badkuipen in Akrotiri, Santorini. De Grieken bouwden openbare badhuizen met douches in hun sportzalen voor zowel persoonlijke hygiëne als ontspanning.
Het oude Rome ontwikkelde een netwerk van aquaducten om water naar de steden te brengen, tot in de openbare putten, huizen en fonteinen aan toe. De openbare baden werden bij de Romeinen Thermae genoemd.
In de middeleeuwen vond het baden voornamelijk plaats in openbare badhuizen. Echter, het waren toen ook trefpunten voor prostitutie. De rijkere mensen baadden het meest thuis. In de tijd dat men nog geen badkamers kende, stond het bad waarschijnlijk in de slaapkamer. Het waren grote houten kuipen waarin een linnen doek werd gelegd om de bader te beschermen tegen splinters.
Van de late middeleeuwen tot eind achttiende eeuw schreef de etiquette voor - en werd in medische handboeken aangeraden - alleen de delen van het lichaam te wassen welke zichtbaar waren voor het publiek. Dus het gezicht, oren, hals, handen en voeten. Dit omdat men dacht dat het wassen ook de natuurlijke beschermlaag van de huid zou verwijderen.

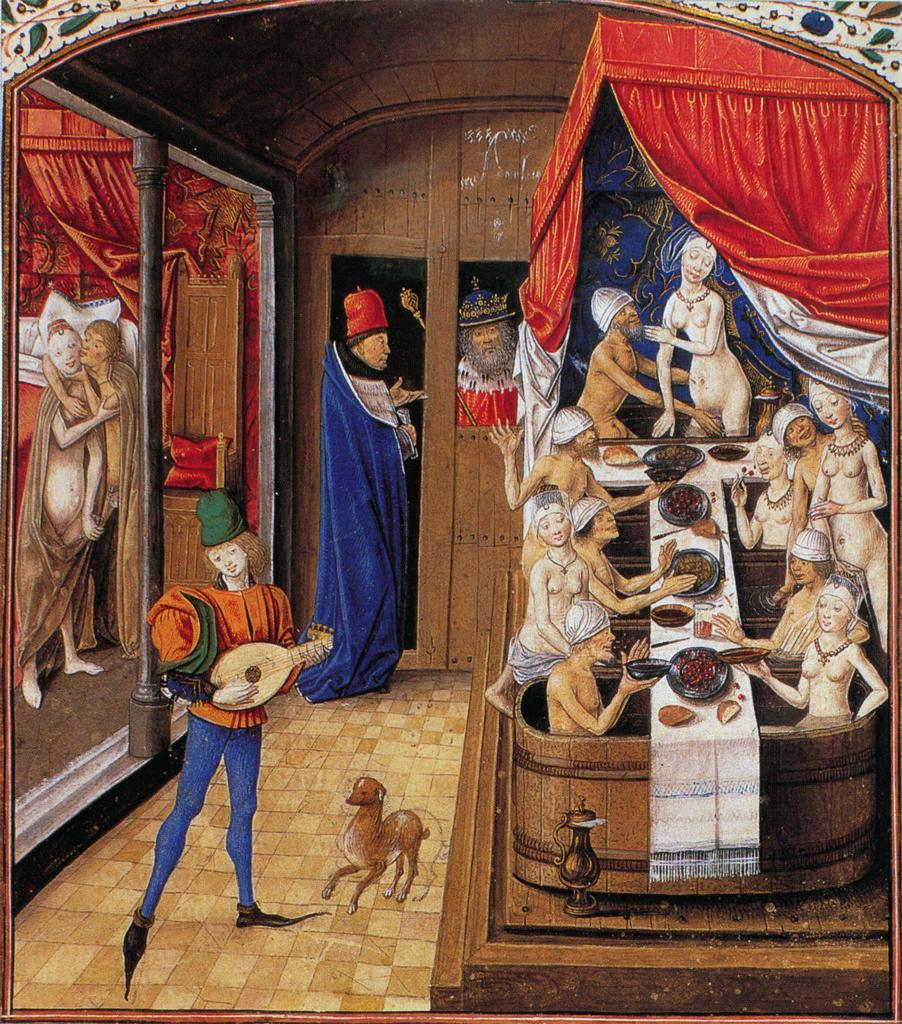
Gezellig baden in de late middeleeuwen (ca. 1470)

De ommekeer van wollen naar linnen kleding omstreeks de zestiende eeuw luidde ook een daling van het aantal te nemen baden in. Linnen kleding is immers veel makkelijker te reinigen en zag er daarom schoner uit. Dit zou dan de reden zijn om het lichaam zelf minder te wassen. Het hebben van veel linnengoed droeg dan toe bij aan een grotere sociale status. Het vóórkomen was belangrijker dan de persoonlijk hygiëne. Medici ondersteunden deze gedachte. Miasma en vieze luchtjes die men in de linnen kleding aantrof, zouden de oorzaak van ziektes zijn. Daarom zou men om de paar dagen van kleding moeten verwisselen waarmee men dan het baden zou kunnen vermijden.

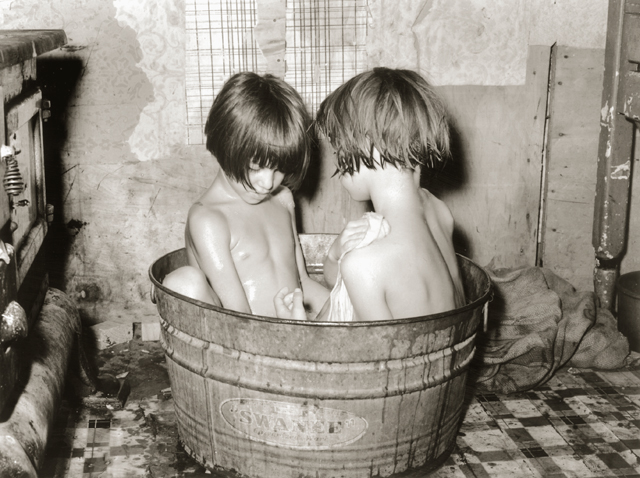
In vroeger jaren ging men voor een wasbeurt in de teil.

Deze opvatting over het baden begon halverwege de achttiende eeuw te veranderen. Er werd geschreven dat frequenter baden leidt tot een betere gezondheid. Grote openbare baden - zoals men die in de oude wereld en het Ottomaanse rijk kende - zouden in de negentiende eeuw herleven. Kennis van micro-organisme droeg er ook toe bij mensen aan te sporen om vaker een bad te nemen. Tot laat in die eeuw was een waterleiding in een woningen geen gemeengoed. Een goed distributienetwerk moest nog worden opgezet.
Het wekelijkse zaterdagavondbad was bij veel christenen in de geïndustrialiseerde landen eind 19e- begin 20e eeuw veelal een regel. Wanneer de fabrieksarbeider na zijn (halve) zaterdag gewerkt te hebben thuiskwam, kon hij zich klaar maken voor de zondagsrust. Na het zaterdagavondbad zou hij de volgende dag zijn beste kleding over zijn schone lichaam kunnen aantrekken.
Warm water was in die tijd een luxe die maar weinigen hadden. Als men een bad met warm water had kunnen vullen, werd dit dan ook met het hele gezin gedeeld.
In de loop van de 20e eeuw raakte stromend water uit de kraan - ook warm water - steeds meer ingeburgerd. Mede door toedoen van reclamecampagnes over badproducten en nieuwe inzichten in de dagelijkse hygiëne, werd het nemen van een bad of douche een algemeen normale regel.

## Kunst
Badscènes zijn voor veel kunstenaars een populaire studie. Ook met Bijbelse en mythologische thema’s. In de 19e eeuw bereikten de badscène-schilderijen een hoogtepunt in zowel het classicisme, realisme als het impressionisme. Edgar Degas bijvoorbeeld schilderde er een honderdtal.

### Tekenaars en schilders

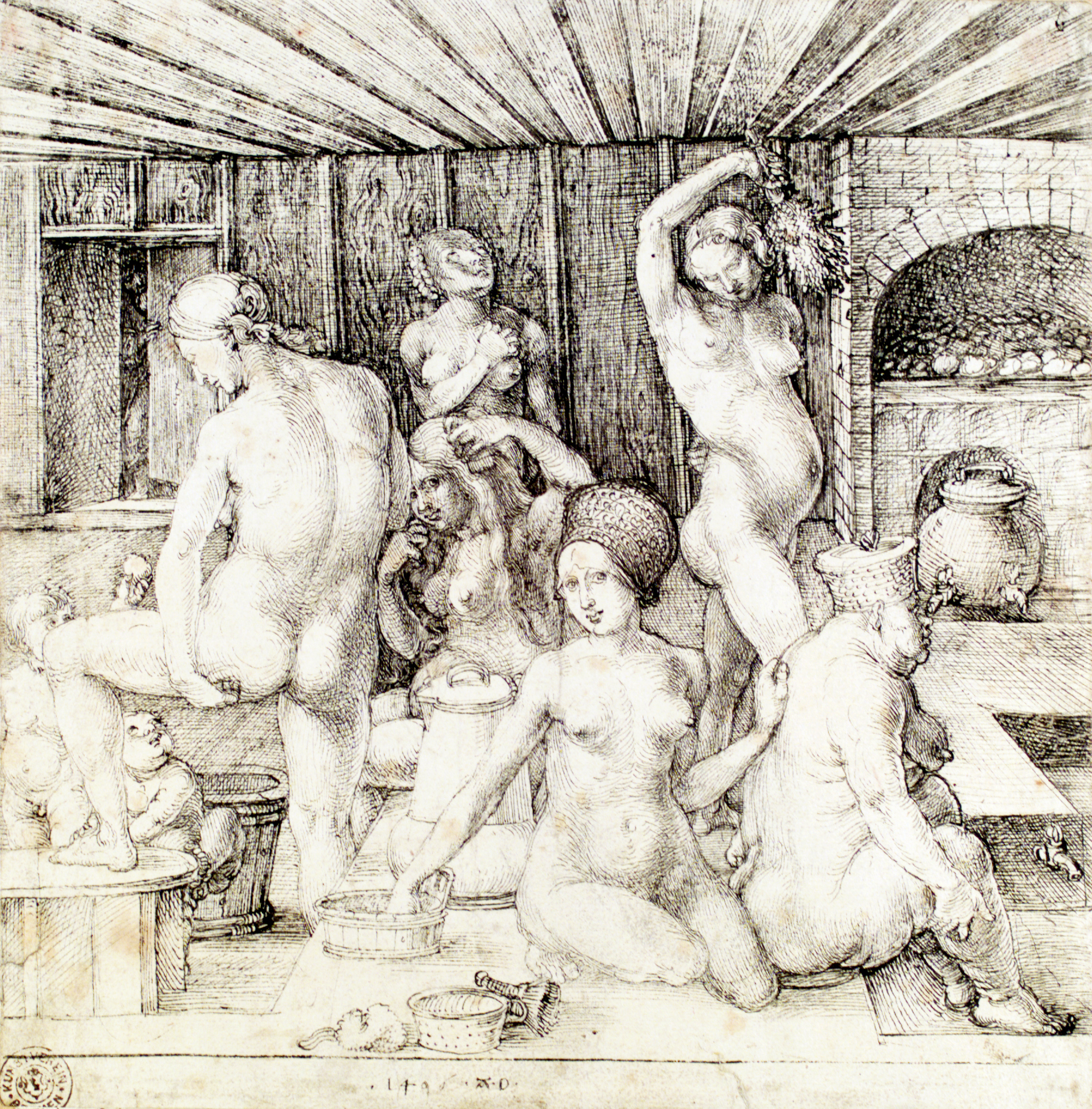
Albrecht Dürer, Vrouwen in bad. (1496)
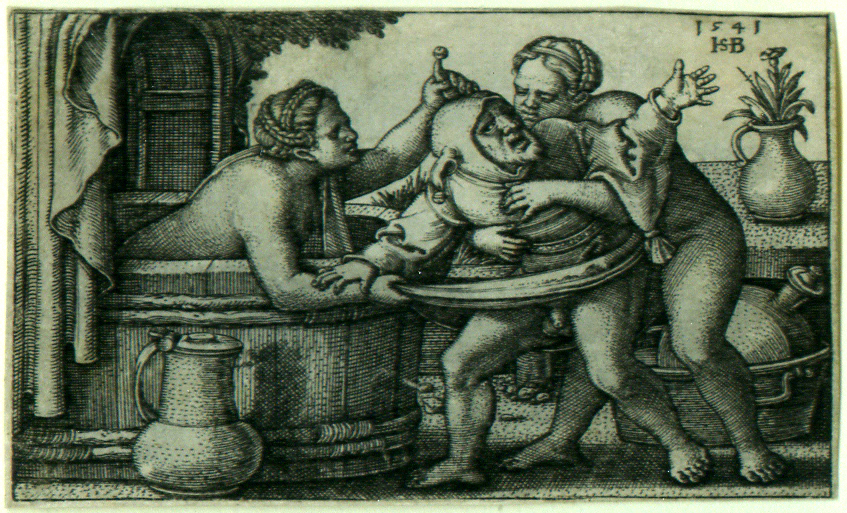
Hans Sebald Beham, De nar en twee badende vrouwen. (1541)
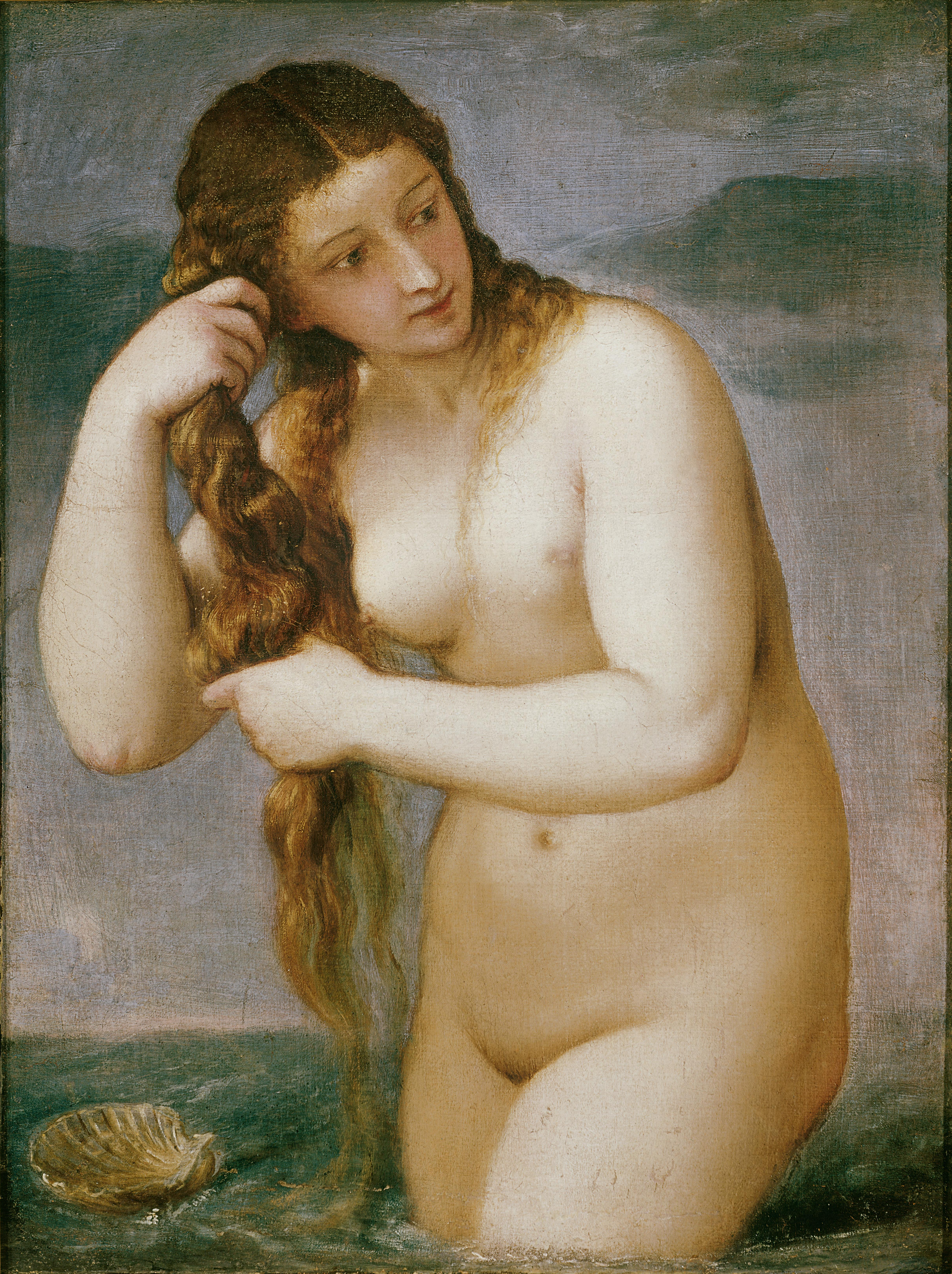
Titiaan, Venus Anadyomene. (ca. 1525)

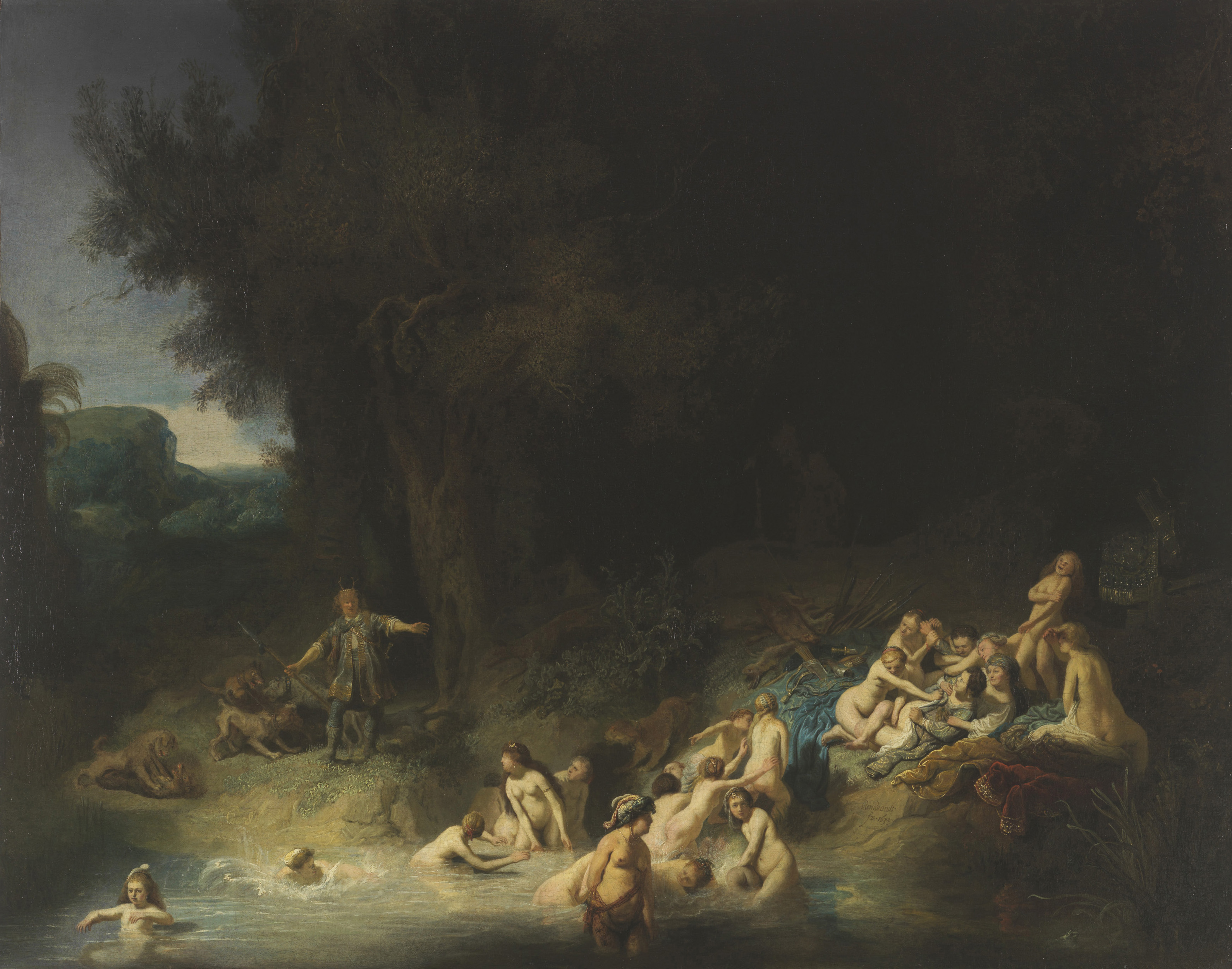
Rembrandt van Rijn, Diana met Aktaion en Callisto. (1634/1635)
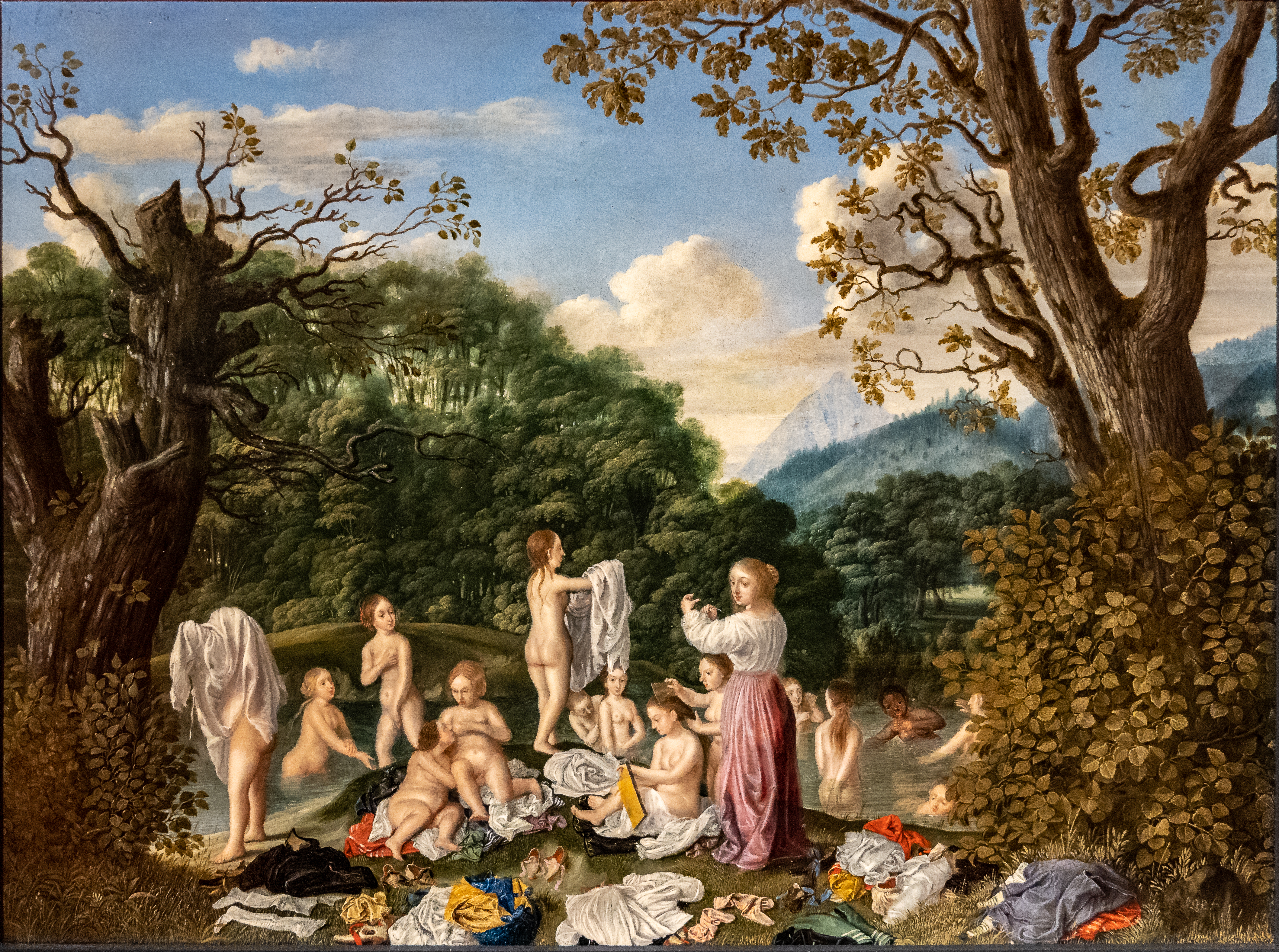
Wolfgang Heimbach, Badende meisjes. (1640)
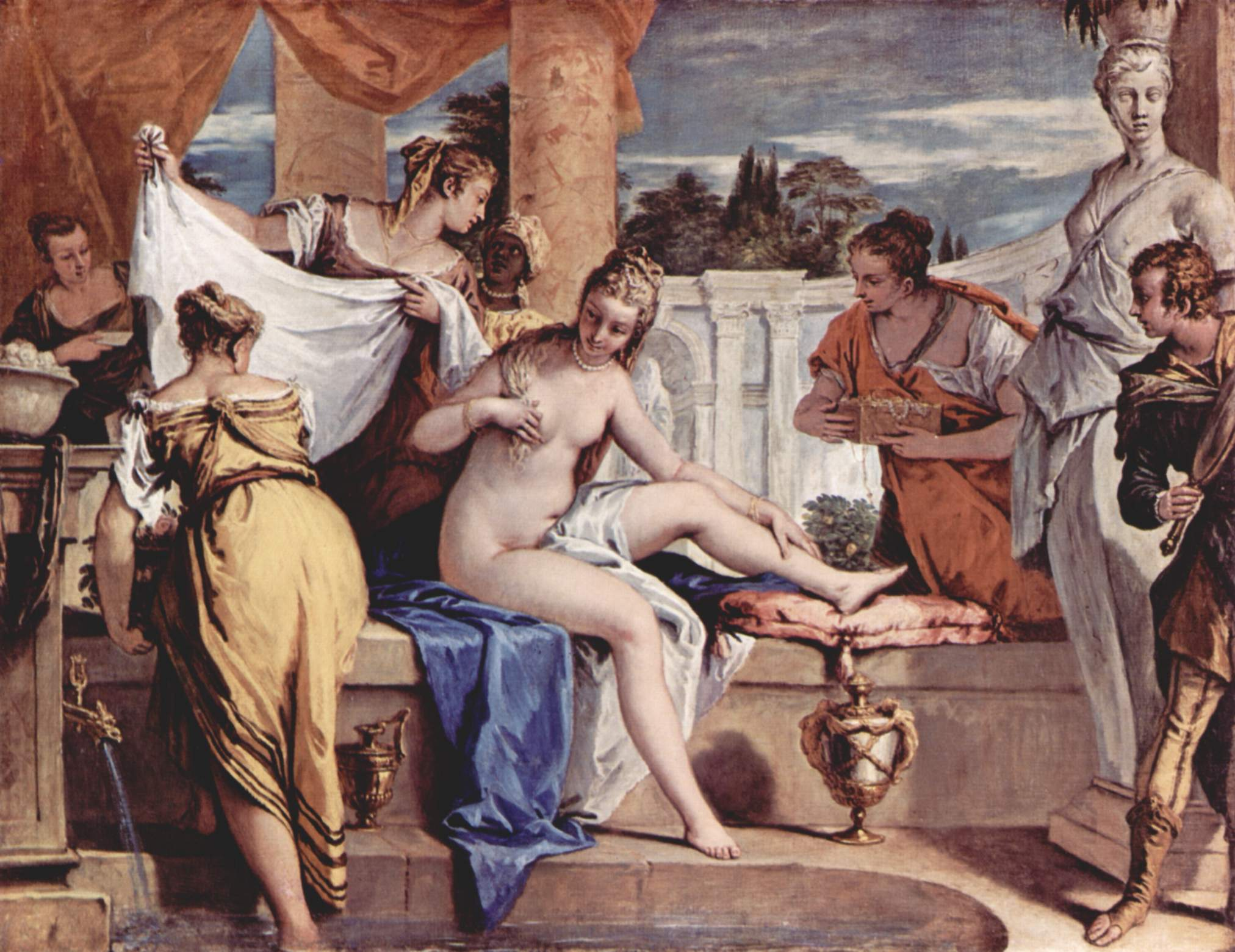
Sebastiano Ricci, Bethsabée in bad. (1724)

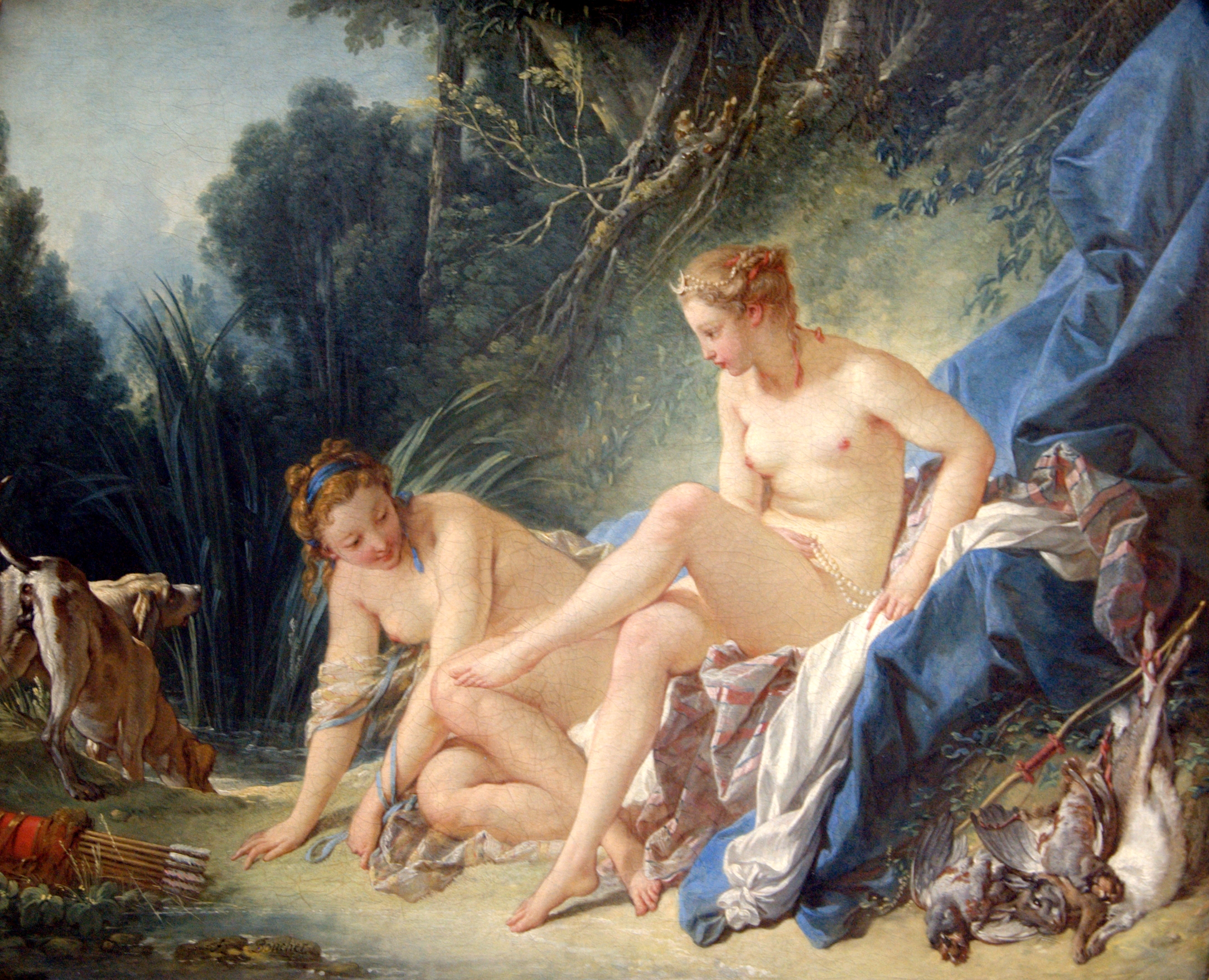
François Boucher, Diana verlaat het bad. (1742)
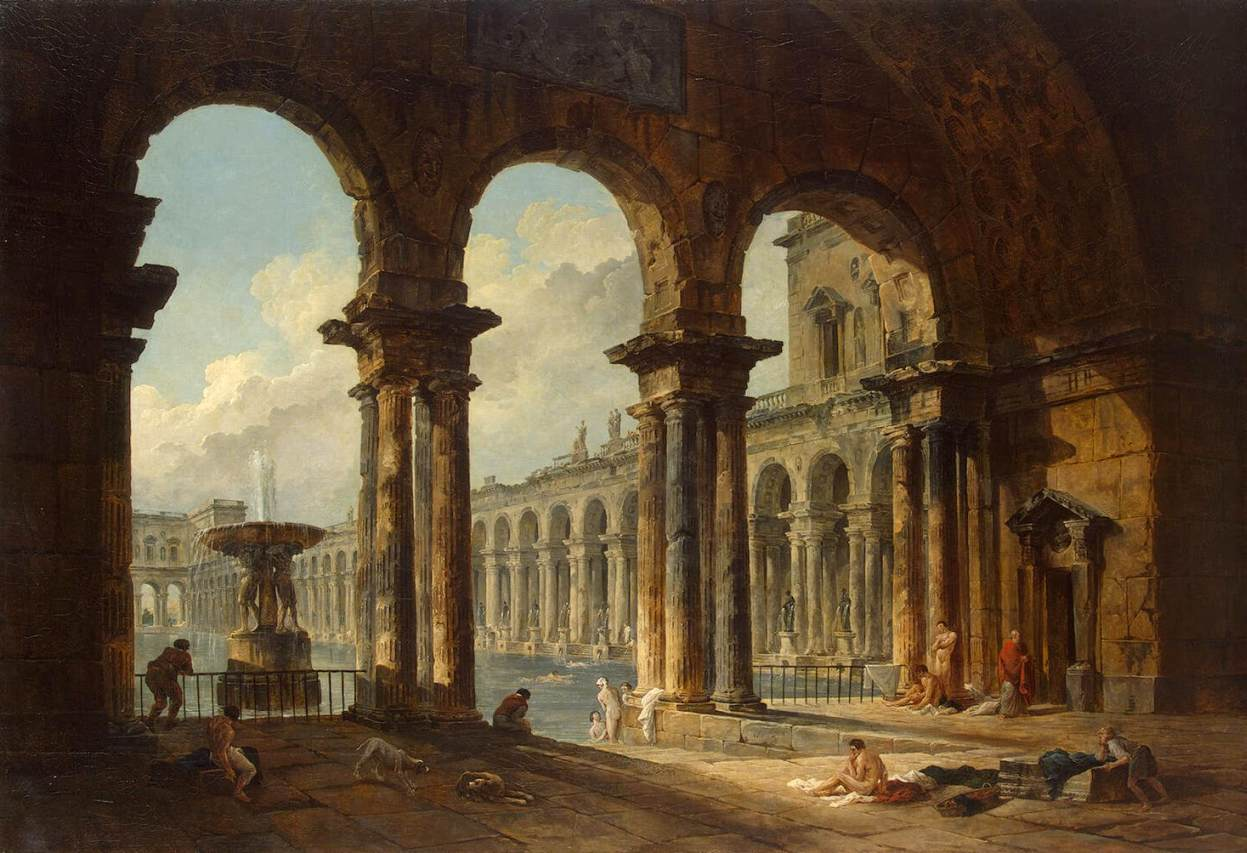
Hubert Robert, Publiek badhuis. (1798)
Jean Auguste Dominique Ingres, Het Turkse bad. (1862)

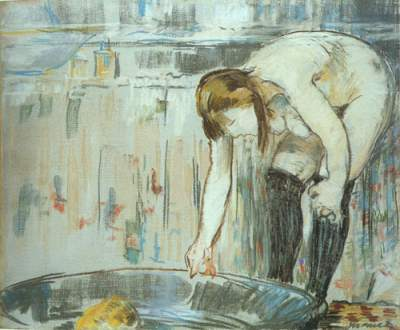
Édouard Manet, Vrouw gaat in bad. (1878)
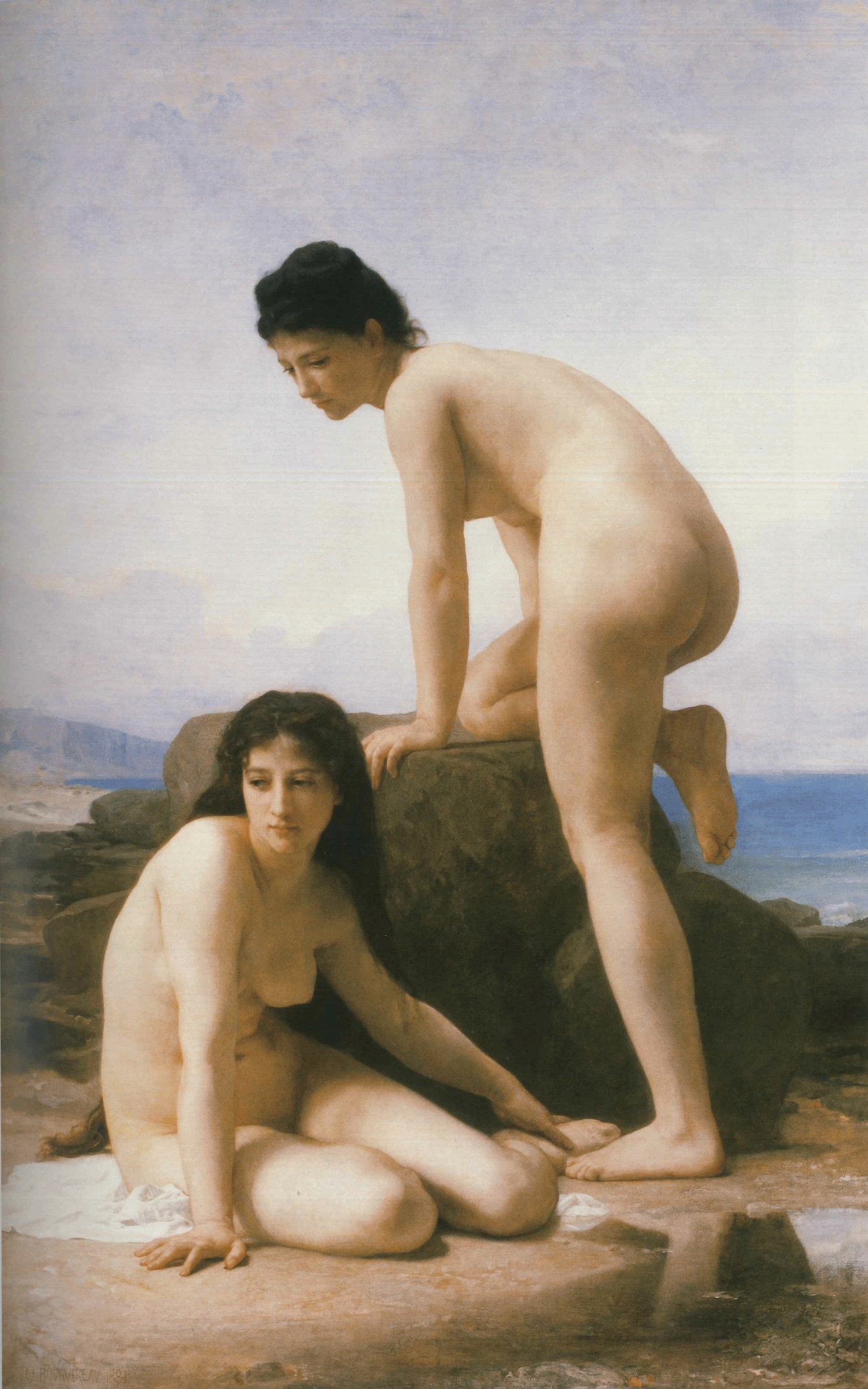
William-Adolphe Bouguereau, Twee baadsters. (1884)
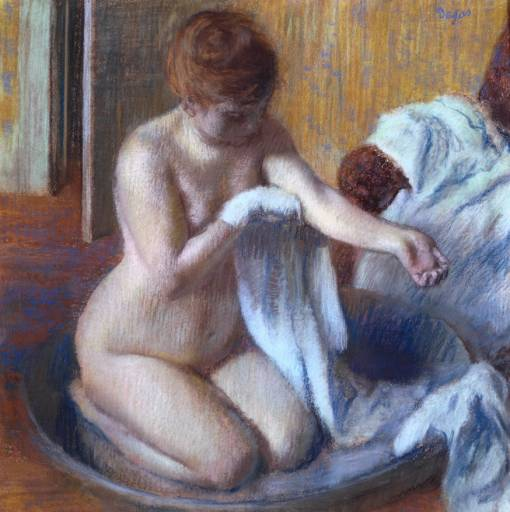
Edgar Degas, Vrouw in een bad. (1885)

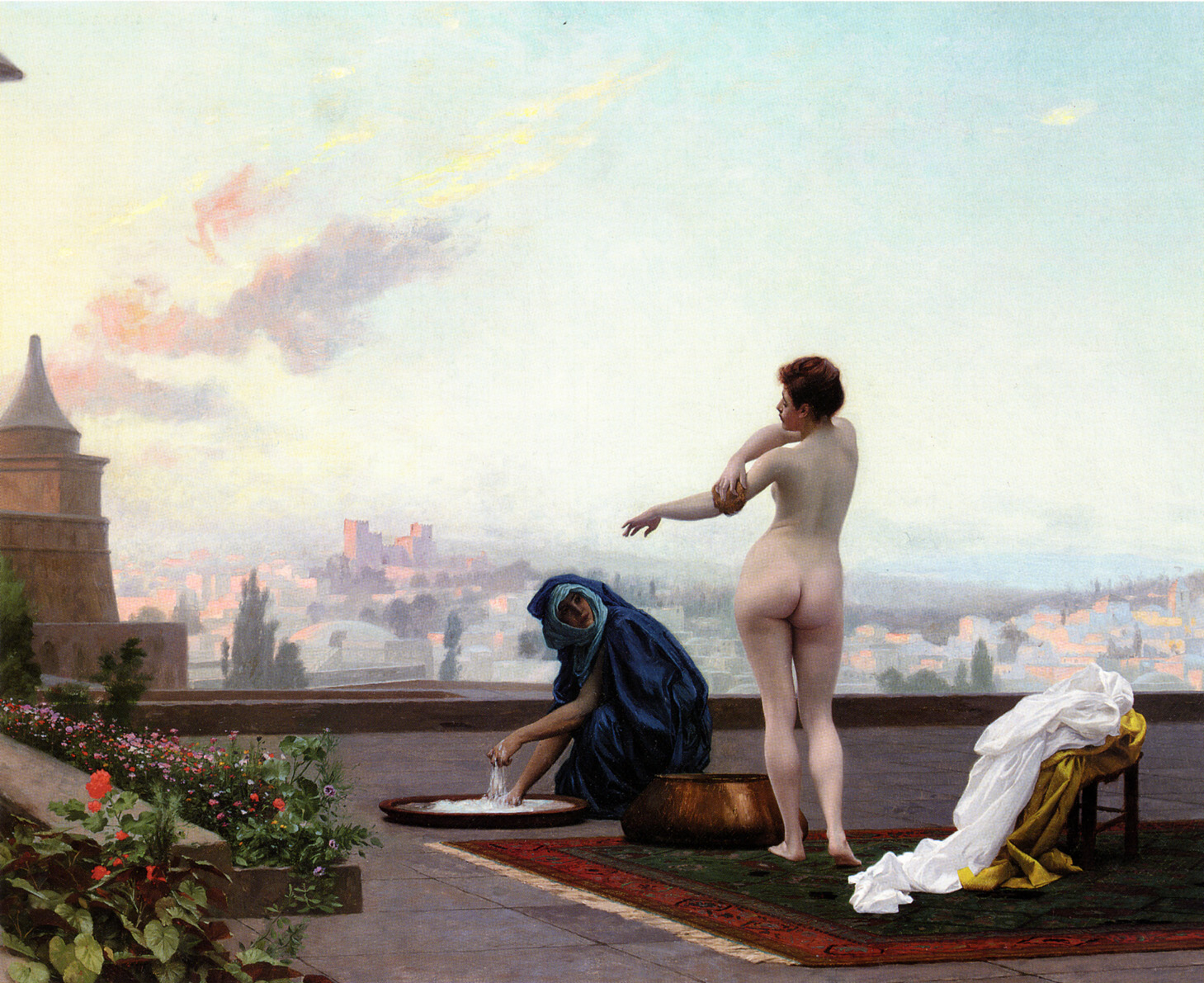
Jean-Léon Gérôme, Bathseba. (1889)
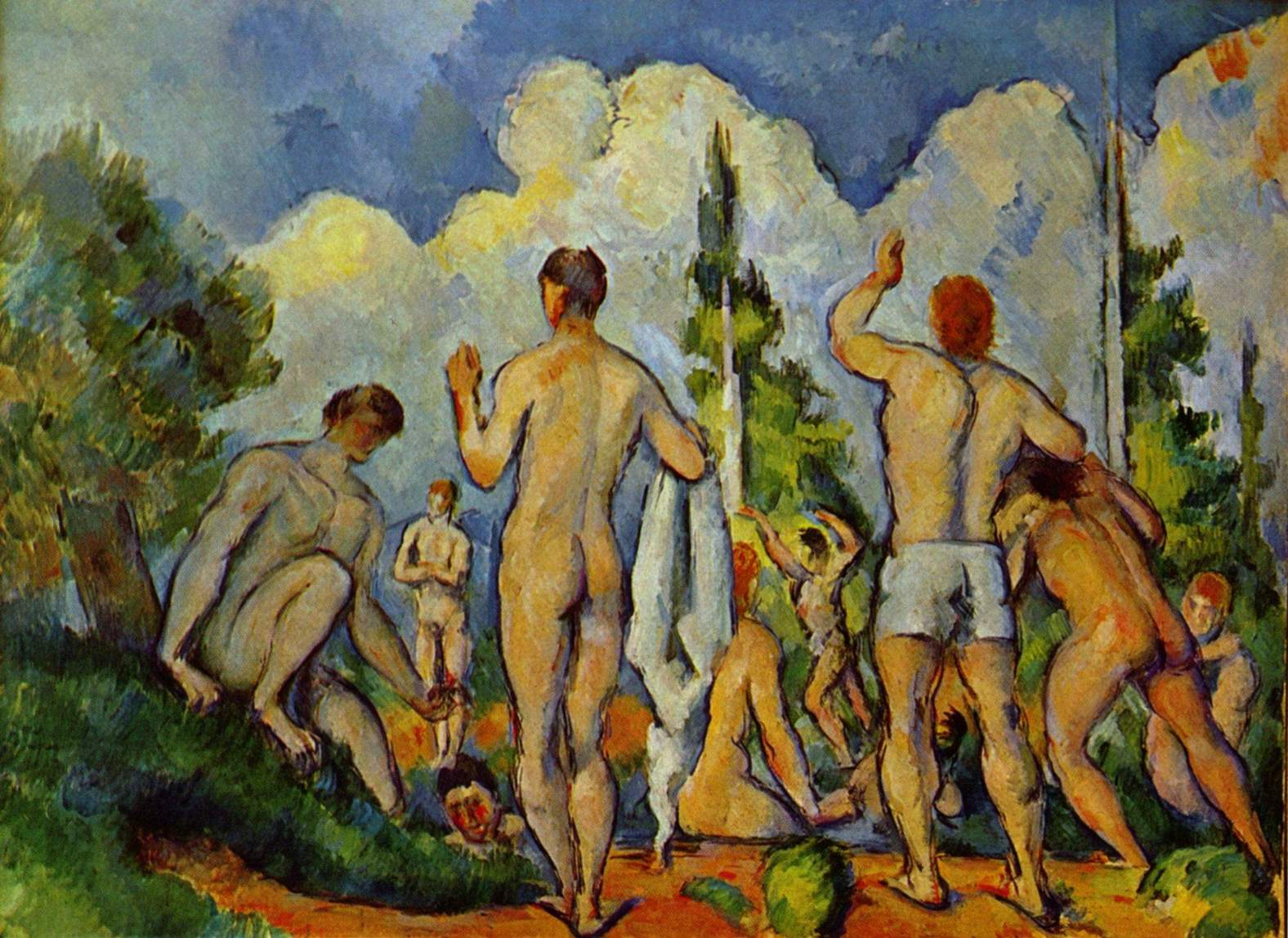
Paul Cézanne, De baders. (1890)
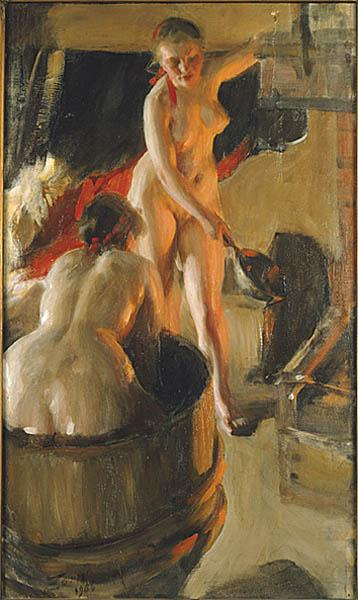
Anders Zorn, Twee badende vrouwen. (1906)

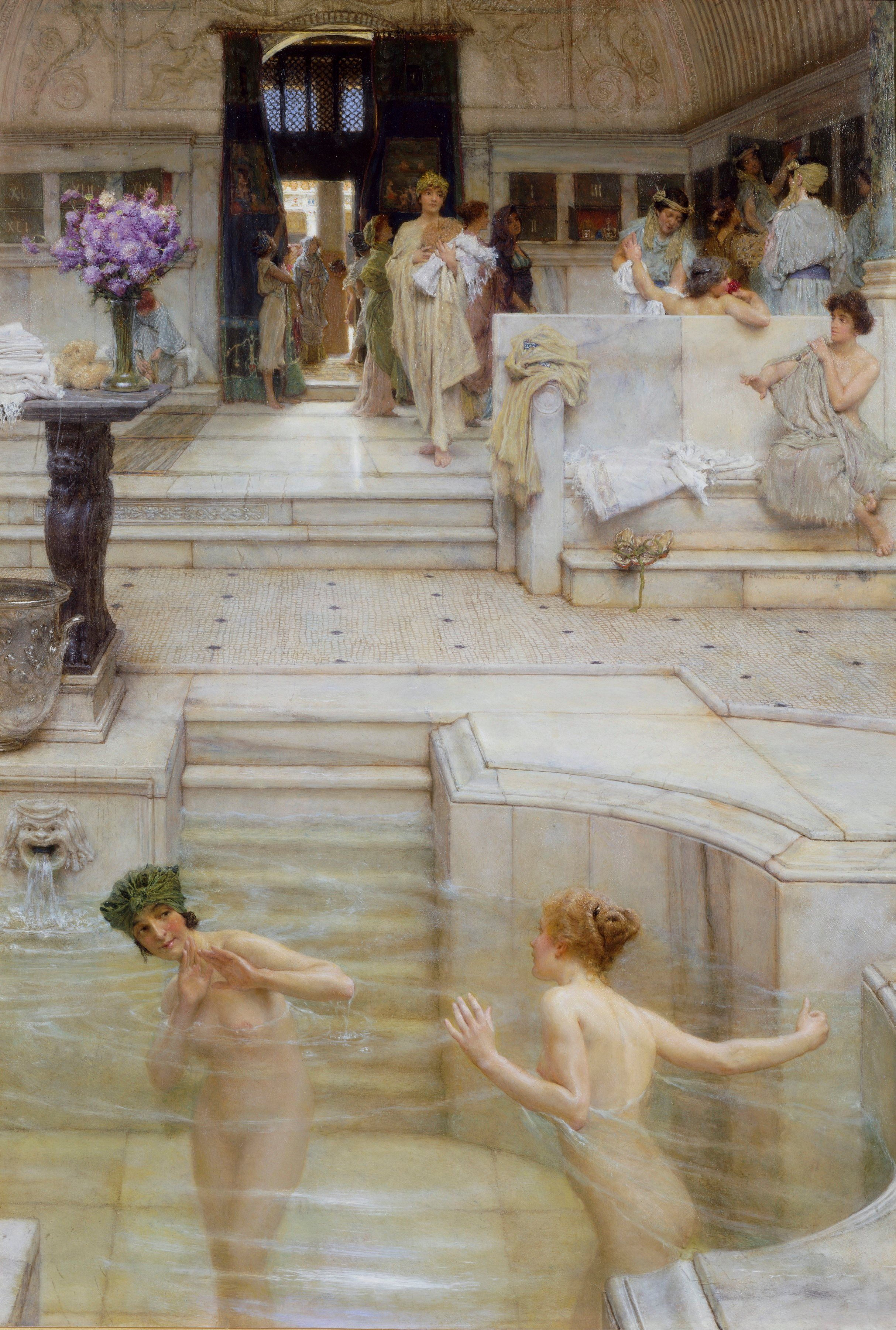
Lawrence Alma-Tadema, A Favourite Custom. (1909)
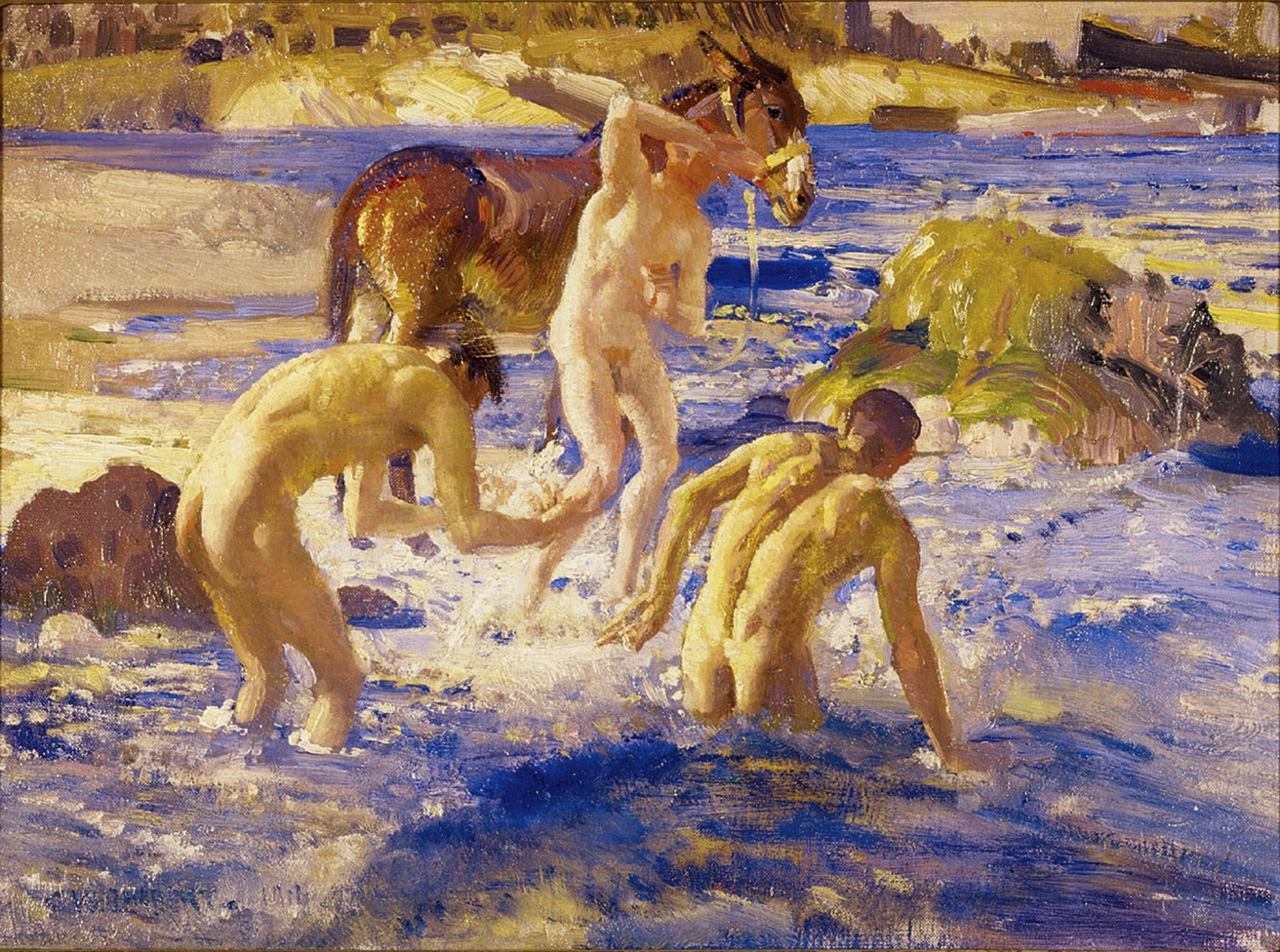
George Washington Lambert, Anzacs baden in de zee. (1914)
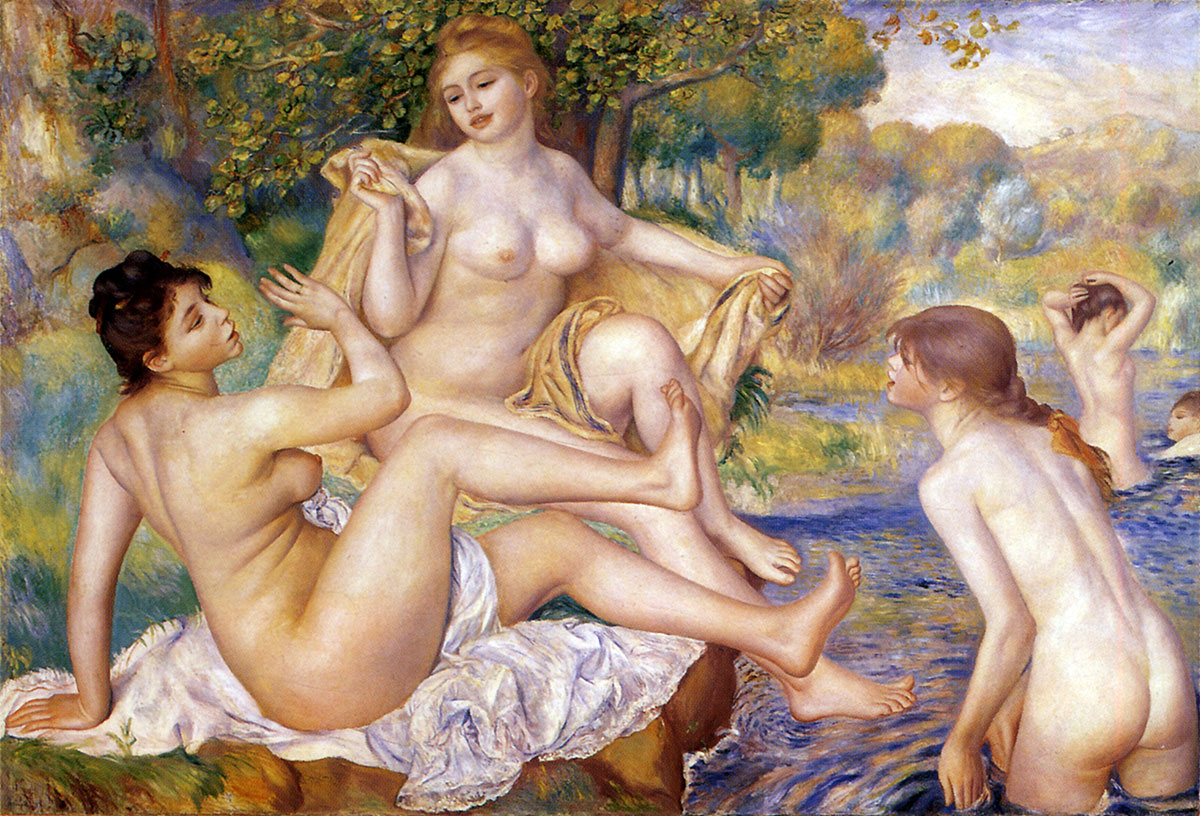
Pierre-Auguste Renoir, De baadsters. (1919)

### diversen

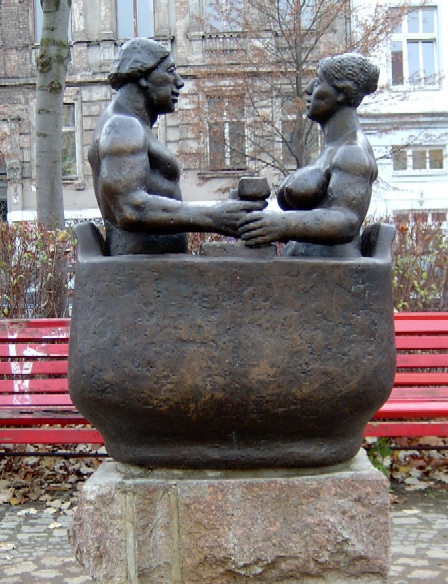
Stefan Horota, Echtgenoten in bad. (1982)
In de Duitse gemeente Bad Liebenzell staat het bad in het gemeentewapen.